# Così quasi per gioco
Così quasi per gioco è il primo album in studio della cantante italiana Ida Rendano, pubblicato nel 1990.

## Tracce
1. Zittu zitte – 4:12 (G. Scuotto, L. D'Alessio)
2. Amanti noi – 4:08 (G. Scuotto, L. D'Alessio)
3. Dirtelo – 3:25 (G. Orefice, A. Botrugno)
4. Oramai – 3:05 (V. D'Agostino, L. Finizio)
5. Con amore – 3:30 (G. Scuotto, L. D'Alessio)
6. Pecchè so femmena – 3:58 (G. Scuotto, P. Prezioso, L. D'Alessio)
7. Aggiu bisogno e te – 4:34 (G. Scuotto, L. D'Alessio, E. Esposito)
8. Nun se porta cchiù – 2:55 (G. Scuotto, L. D'Alessio)